# Campylorhaphion
Campylorhaphion is een geslacht van weekdieren uit de klasse van de Gastropoda (slakken).

## Soorten
- Campylorhaphion famelicum (Watson, 1883)
- Campylorhaphion machaeropsis (Dautzenberg & H. Fischer, 1896)